# Lingua latina ecclesiastica
La lingua latina ecclesiastica è la forma della lingua latina utilizzata nel rito romano dalla Chiesa cattolica per scopi liturgici. Si distingue dal latino classico per alcune variazioni lessicali, una sintassi semplificata e pronuncia all'italiana.
Il latino ecclesiastico viene utilizzato in opere teologiche, riti liturgici e proclami dogmatici ed è comparso, nel tempo, in diversi stili: semplice nella sintassi della Vulgata editio, ieratico nel Canone romano della Messa, terso e tecnico nella Summa Theologiae di Tommaso d'Aquino e ciceroniano nella lettera enciclica Fides et Ratio di papa Giovanni Paolo II. La lingua latina ecclesiastica è la lingua ufficiale della Santa Sede, l'unico socioletto superstite del latino parlato.

## Ambito e uso
Nella Chiesa antica il greco rimase, in un primo momento, la lingua della liturgia, con la quale vennero scritte le definizioni dogmatiche dei primi sette Concili Generali, lingua con la quale scrivevano i primi papi. Durante i periodi dell'ultima repubblica e il Primo impero, i cittadini romani istruiti erano generalmente fluenti in greco, anche se gli affari di Stato venivano condotti in latino.
La Santa Sede, non avendo l'obbligo di utilizzare il latino come lingua ufficiale, in teoria potrebbe modificare la sua prassi. Ma il latino non è più d'uso comune, né è parlato da nessuna comunità moderna come lingua madre, per cui il significato delle parole è meno propenso a cambiare radicalmente: il linguaggio venne quindi considerato un mezzo universale di comunicazione senza pregiudizi regionali.
Dal Concilio Vaticano II del 1962-1965, la Chiesa non utilizza più il latino come lingua esclusiva delle liturgie romana e ambrosiana e dei riti latini della Chiesa cattolica. Già nel 1913 l'Enciclopedia Cattolica ha dichiarato che il latino era in procinto di essere sostituito da lingue vernacolari. Tuttavia, la Chiesa continuava a produrre i suoi testi liturgici ufficiali in latino, che fornivano un unico punto chiaro di riferimento per le traduzioni in tutte le altre lingue. Lo stesso valeva per i testi ufficiali del diritto canonico, per le comunicazioni dottrinali e pastorali e per le direttive della Santa Sede, come lettere encicliche, motu propriae e dichiarazioni ex cathedra.
Dopo che l'uso del latino come lingua di tutti i giorni si estinse anche tra gli studiosi, la Santa Sede ha redatto per alcuni secoli i documenti pontifici e simili in un linguaggio moderno, ma i testi autorevoli, quelli pubblicati negli Acta Apostolicae Sedis, appaiono generalmente in latino. Ad esempio, il Catechismo della Chiesa cattolica fu redatto in francese, nel 1992. Ma nel 1997, quando il testo latino fu pubblicato, il testo francese subì alcune correzioni per rimanere in linea con la versione latina. Il dipartimento di lingua latina della Segreteria di Stato vaticana è l'unico organismo autorizzato alla redazione in lingua latina dei documenti pontifici e curiali.
Di tanto in tanto, i testi ufficiali vengono pubblicati in una lingua moderna: ben noti sono il motu proprio Tra le sollecitudini, del 1903, di papa Pio X, in italiano, e Mit brennender Sorge, del 1937, che papa Pio XI promulgò in tedesco.
La norma attualmente in vigore sull'uso del latino nella Messa afferma: "La Messa si celebra o in lingua latina o in altra lingua, purché si faccia ricorso a testi liturgici approvati a norma del diritto. Salvo le celebrazioni della Messa, che devono essere svolte nella lingua del popolo, secondo gli orari e i tempi stabiliti dall’autorità ecclesiastica, è consentito sempre e ovunque ai Sacerdoti celebrare in latino."

## Confronto con il latino classico
L'attuale latino scritto, come il latino usato per scopi della Chiesa, non differisce radicalmente da latino classico. Lo studio della lingua di Cicerone e Virgilio è sufficiente per la comprensione dei testi della Chiesa latina.
Nella maggior parte dei paesi che parlano il latino per scopi liturgici ecclesiastici o altro, l'uso della pronuncia è diventata simile a quella di Roma, conferendo alle lettere il valore che hanno nell'italiano moderno, ma senza distinguere tra aperto e chiuso "E" e "O". "AE" e "OE" si fondono con "E" e, prima di queste lettere e la lettera "I", le lettere "C" e "G" sono pronunciate, rispettivamente "/ tʃ /" e "/ dʒ /". "TI" seguito da una vocale è generalmente pronunciato "/ TSI /". Tali oratori pronunciano la consonante "V", mentre le doppie consonanti sono pronunciate come tali. La distinzione in latino classico tra vocali lunghe e corte è abbandonata e, al posto del macron, viene posta una linea orizzontale che marca una vocale lunga, viene usato un accento acuto. La prima sillaba delle parole di due sillabe viene sottolineata; in parole più lunghe, un accento acuto è posizionato sopra la vocale accentata: per esempio, Adorémus, 'adoriamo'; Dómini, 'del Signore'. Ecclesiastici di alcuni paesi seguono diverse tradizioni. Ad esempio, nei paesi slavi e in quelli di lingua tedesca, la lettera "C" prima del fronte vocali / e / e / i / comunemente ottiene il valore di / ts /.

## Uso corrente
Il latino resta la lingua ufficiale della Santa Sede e della Chiesa latina in generale. Fino agli anni '60 preti cattolici studiavano teologia con libri di testo in latino, lingua che in molti seminari era anche di insegnamento. L'uso del latino nella pedagogia e nella ricerca teologica da allora è diminuito. Nel codice di diritto canonico della Chiesa latina si richiede che nella formazione sacerdotale che gli alunni non solo imparino accuratamente la lingua del proprio paese, ma abbiano anche una buona conoscenza della lingua latina e, inoltre, un'adeguata conoscenza delle lingue straniere, nella misura in cui essa risulti necessaria o utile alla loro formazione o all'esercizio del ministero pastorale.
Il latino era ancora parlato da leader cattolici in recenti incontri internazionali, come il Concilio Vaticano II. In questo il patriarca e cardinale Massimo IV Saigh, della Chiesa cattolica greco-melchita, usò il francese, insistendo che il latino è la lingua della Chiesa occidentale, non della Chiesa universale. Il latino è ancora usato nelle funzioni formali dei conclavi per l'elezione del nuovo papa, ma non necessariamente nelle discussioni tra i partecipanti. La decima assemblea generale ordinaria del Sinodo dei Vescovi del 2004 è stata la più recente ad avere come lingua di lavoro un gruppo di lingua latina accanto ai gruppi che usavano le principali lingue moderne.
Anche se il latino è la lingua tradizionale liturgica della Chiesa romana, l'uso liturgico delle lingue vernacolari ha prevalso dopo le riforme liturgiche che seguirono il Concilio Vaticano II: il diritto della Chiesa per la Chiesa latina dice che la Messa può essere celebrata o in latino oppure in altra lingua, purché i testi liturgici siano stati legittimamente approvati, approvazione che richiede che le traduzioni siano basate sul testo in latino.
L'autorizzazione che il vescovo diocesano può concedere a certi gruppi di usare ancora l'edizione 1962 del Messale romano richiede che le letture siano proclamate in lingua vernacola, usando le traduzioni della Sacra Scrittura per l'uso liturgico, approvate dalle rispettive conferenze episcopali.